# Tony Munzlinger
Tony Munzlinger (* 1934 in Wittlich) ist ein deutscher Maler und Cartoonist, der auch als Filmemacher, Satiriker und Designer tätig ist.
In den 1950er- und beginnenden 1960er-Jahren lebte Tony Munzlinger in Köln. Hier entstand sein bekanntestes Werk, das 1965 erschienene und heute vergriffene Buch Jazz. 1968 siedelte Tony Munzlinger nach Casesi bei Viareggio nach Italien über, wo er bis 1998 lebte und arbeitete. Mittlerweile ist Tony Munzlinger nach Strela di Compiano in den ligurischen Apennin umgesiedelt.

## Buchveröffentlichungen
- Warum leben Sie noch? Bärmeier u. Nikel, Frankfurt am Main 1963.
- Weisst Du wieviel Sternlein stehen? 1mal Weltraum hin und zurück. Bärmeier u. Nikel, Frankfurt am Main 1963.
- Ohne Narkose. Das schwarze Doktorbuch. Bärmeier u. Nikel, Frankfurt am Main 1964.
- Plaisir im Revier. Bärmeier u. Nikel, Frankfurt am Main 1964.
- Jazz. Edition Galatis u. a., Lugano u. a. 1965.
- Munzlingers Musikschule. Bärmeier u. Nikel, Frankfurt am Main 1965.
- mit Anton Zink: Abenteuer mit Herakles. vgs, Köln 1981, ISBN 3-8025-2142-0.
- mit Anton Zink: Unterwegs mit Odysseus. vgs, Köln 1981, ISBN 3-8025-2141-2.
- mit Leonhard Reinirkens: Grosstante Hortense. Bowlen, Punsche & Amouren. Hädecke, Weil der Stadt 1985, ISBN 3-7750-0146-8.
- mit Elke Pavlovic-Lotze: Pfeifkonzert. Fels-Verlag, Marl 1987, ISBN 3-925409-08-4.
- mit Leonhard Reinirkens: Die kulinarischen Abenteuer des Fra Bartolo. Hädecke, Weil der Stadt 1987, ISBN 3-7750-0173-5.
- Der Tod ist eine Frau. Ein Poem. Verlag an der Este, Buxtehude 1988, ISBN 3-926616-16-4 (Beigefügt: Leonida Repaci: Frau Tod bei Tony.).
- mit Susanne Zanke: Geschichte vom Warten. Verlag an der Este, Buxtehude 1988, ISBN 3-926616-12-1.
- mit Elke Pavlovic: Vom Pünktchen auf dem i. Verlag an der Este, Buxtehude 1989, ISBN 3-926616-20-2.
- mit Rudolph Angermüller: Ich, Johannes Chrisostomus Amadeus Wolfgangus Sigismundus Mozart. „Eine Autobiografie“. Bock, Bad Honnef 1991, ISBN 3-87066-234-4.
- mit Elke Pavlovic: Der Stein der Weisen und andere Steine. Verlag an der Este, Buxtehude 1992, ISBN 3-926616-53-9.
- Jacob und Wilhelm Grimm: Von einem, der auszog, das Gruseln zu lernen. Verlag an der Este, Buxtehude 1993, ISBN 3-926616-69-5.
- mit Leonhard Reinirkens: Katastrophale Weihnachten. Geschichten. Bock, Bad Honnef 2000, ISBN 3-87066-803-2.
- mit Leonhard Reinirkens: Legen Osterhasen Eier? Grenzbereiche der Zoologie. Bock, Bad Honnef 2004, ISBN 3-87066-905-5.

## Regiearbeiten
- Der Mäuseschreck. TV-Bildergeschichte nach einem Puppenspiel von Barbara Frischmuth. Regie: Tony Munzlinger. SWF, 1972
- Die Prinzessin in der Zwirnspule. TV-Zeichentrickfilm nach Barbara Frischmuth. Regie: Tony Munzlinger. SWF, 1973

## TV-Serien
- Unterwegs mit Odysseus; Kinder- und Jugendserie in 13 Teilen, D 1978-1979, Deutsche Erstausstrahlung: 4. Januar 1979, ARD
- Abenteuer mit Herakles; Kinder- und Jugendserie in 6 Teilen, D 1981

## Ausstellungen (Auswahl)
- Musée d'Art Paris
- Rheinisches Landesmuseum Bonn
- Jazz Museum New York
- Palazzo Paolina Viareggio
- Georg-Meistermann-Museum in Wittlich
- Galleria Piazzetta dell'arte Forte dei Marmi